# Primi ministri del Protettorato di Boemia e Moravia
A seguito dello smembramento della Cecoslovacchia sancito dalla Conferenza di Monaco del settembre 1938 e del successiva invasione tedesca nel marzo 1939 sui territori occidentali della Cecoslovacchia venne creato il Protettorato di Boemia e Moravia (in tedesco: Reichsprotektorat Böhmen und Mähren, in ceco: Protektorát Čechy a Morava).
Rudolf Beran venne nominato primo ministro ad interim subito dopo la creazione del protettorato ma venne presto sostituito con Alois Eliáš che rimarrà in carica fino all'ottobre 1941, quando Reinhard Heydrich venne nominato Reichsprotektoren.
A causa dei suoi contatti con il governo cecoslovacco in esilio Eliáš venne condannato a morte e al suo posto venne nominato Jaroslav Krejčí.
Infine, durante gli ultimi mesi di guerra, Richard Bienert, ex capo della polizia di Praga, venne nominato primo ministro. Subito dopo la Liberazione Bienert venne arrestato e condannato a tre anni di carcere.

## Governanti cechi

### Presidente di Stato
- Emil Hácha 15 marzo 1939 - 9 maggio 1945

### Primi Ministri
- Rudolf Beran, 15 marzo 1939 - 27 aprile 1939 (ad interim)
- Alois Eliáš, 27 aprile 1939 - 19 gennaio 1942 (arrestato dalla Gestapo 28 settembre 1941)
- Jaroslav Krejčí, 19 gennaio 1942 - 19 gennaio 1945
- Richard Bienert, 19 gennaio 1945 - 5 maggio 1945 (arrestato dagli insorti cechi)

## Governanti tedeschi

### Comandante militare superiore
- Johannes von Blaskowitz, 15 marzo 1939 - 21 marzo 1939

### "Reichsprotektoren" tedeschi
- Konstantin Freiherr von Neurath, 21 marzo 1939 - 24 agosto 1943
- Reinhard Heydrich, 29 settembre 1941 -  4 giugno 1942 (in vece di Neurath)
- Kurt Daluege, 5 giugno 1942 - 24 agosto 1943 (in vece di Neurath)
- Wilhelm Frick, 24 agosto 1943 - 8 maggio 1945

### Ministro di Stato tedesco
- Karl Hermann Frank (20 agosto 1943 – 8 maggio 1945)